# Sclerocyphon aquaticus
Sclerocyphon aquaticus là một loài bọ cánh cứng trong họ Psephenidae. Loài này được Lea miêu tả khoa học đầu tiên năm 1919.